# Aéroport international Bradley
Pour les articles homonymes, voir BDL et Bradley.
L'aéroport international Bradley (code IATA : BDL • code OACI : KBDL) est un aéroport domestique et international desservant Windsor Locks, non loin de East Granby et de Suffield, villes situées dans le comté de Hartford, dans l'État du Connecticut aux États-Unis.

## Statistiques
Pour des raisons techniques, il est temporairement impossible d'afficher le graphique qui aurait dû être présenté ici.

Voir la requête brute et les sources sur Wikidata.

C'est le 60e aéroport nord-américain, avec plus de 6,112 millions de passagers qui y ont transité en 2008.

## Compagnies et destinations

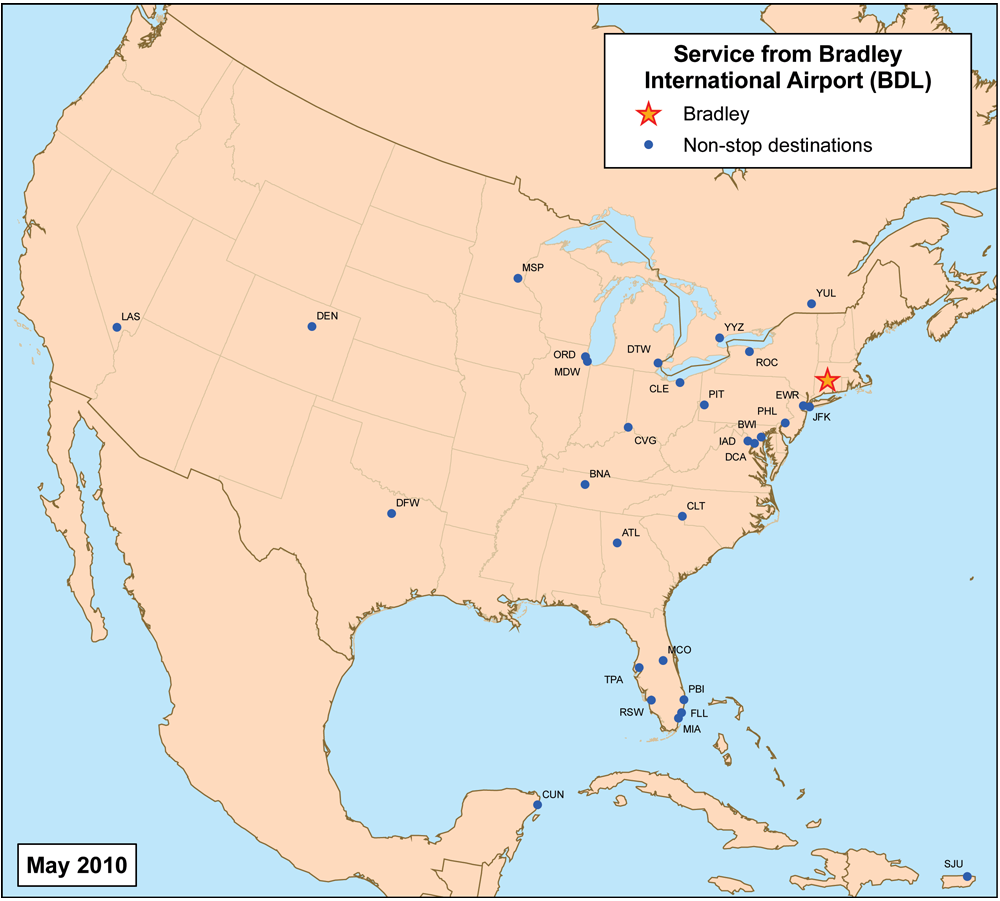

| Compagnies         | Destinations | Refs  |
| ------------------ | --- | ----- |
| Aer Lingus         | Dublin | [ 2 ] |
| Air Canada Express | Montréal (P.-E.-Trudeau), Toronto (Pearson) | [ 3 ] |
| American Airlines  | Charlotte-Douglas, Chicago-O'Hare, Dallas-Fort Worth, Los Angeles, Miami, Philadelphie                                                           | [ 4 ] |
| American Eagle     | Charlotte-Douglas, Chicago-O'Hare, Philadelphie, Washington-Reagan                                                                               | [ 4 ] |
| Delta Air Lines    | Atlanta H.-Jackson, Détroit, Minneapolis-Saint-Paul En saison : Cancún, Orlando"                                                                 | [ 5 ] |
| Delta Connection   | Cincinnati-Northern Kentucky, Cleveland-Hopkins, Raleigh-Durham En saison : Détroit, Minneapolis-Saint-Paul                                      |       |
| Frontier Airlines  | Orlando En saison : Denver, Miami, Raleigh-Durham                                                                                                | [ 6 ] |
| JetBlue            | Cancún, Fort Lauderdale-Hollywood, Orlando, San Juan - Luis-Muñoz-Marín, Tampa, Palm Beach En saison : Fort Myers                                |       |
| Southwest Airlines | Baltimore-T. Marshall, Chicago-Midway, Denver, Orlando, Lambert-Saint Louis, Tampa En saison : Fort Lauderdale-Hollywood, Fort Myers, Palm Beach | [ 7 ] |
| Spirit Airlines    | Fort Lauderdale-Hollywood, Orlando En saison : Fort Myers, Myrtle Beach, Tampa                                                                   | [ 8 ] |
| United Airlines    | Chicago-O'Hare, Denver, Washington-Dulles | [ 9 ] |
| United Express     | Chicago-O'Hare, Houston-George Bush, Washington-Dulles                                                                                           | [ 9 ] |

Édité le 10/02/2020